# Чеченци в Грузия
Чеченците са малък по численост народ в Грузия. Според преброяването на населението през 2002 година, те са 1271 души, или 0.029 % от населението на страната.

## Численост и дял
Численост и дял на чеченците според преброяванията на населението в Грузия през годините:
| Година | Дял (в %) | Численост |
| ------ | --------- | --------- |
| 1926   | 0.002     | 66        |
| 1939   | 0.071     | 2538      |
| 1959   | 0.002     | 105       |
| 1970   | 0.004     | 232       |
| 1979   | 0.003     | 158       |
| 1989   | 0.011     | 609       |
| 20021  | 0.029     | 1271      |

1 Без Абхазия и Южна Осетия.